# Estación Juan XXIII (Metro de Medellín)
La Estación Juan XXIII es una estación intermedia del Metrocable de Medellín, ubicada en la Línea J del SITVA (Sistema Integrado de Transporte del Valle de Aburrá). Esta estación de Metrocable abarca, la Comuna 13 (San Javier) y Comuna 7 (Robledo).

## Diagrama de la estación
| NIVEL 2  |                                                       |       |                  |
|          | Plataforma lateral, las puertas se abren a la derecha |       |                  |
| Sur      | ← hacia Estación San Javier (Terminal)                | Norte |                  |
| Sur      | → hacia Estación Vallejuelos (Estación La Aurora)     | Norte |                  |
|          | Plataforma lateral, las puertas se abren a la derecha |       |                  |
|          |                                                       |       |                  |
|          | Entrepiso                                             |       |                  |
| SUELO    |                                                       |       | Salida / Entrada |
| SOTANO 1 |                                                       |       |                  |